# Marcel Schurmans
Marcel Frans Jozef Maria Schurmans (Baarle-Hertog, 8 januari 1909 – Aalst, 17 februari 1989) was een Belgisch jezuïet.

## Levensloop
Marcel Schurmans was een van de tien kinderen (zes jongens, vier meisjes) van Hendrik Jozef Schurmans en Maria Michielsen. Zijn vader was de gemeentesecretaris van Baarle-Hertog.
Na de humaniora te hebben gevolgd aan het Sint-Jozefcollege Turnhout (1920-1926) trad hij in 1926 in bij de Sociëteit van Jezus in Drongen. Hij volgde het traditionele jezuïetencurriculum:
- noviciaat (1927-1928), Drongen,
- junioraat (1928-1929), Drongen,
- filosofische studies (1929-1932), Egenhoven,
- stages in de colleges van Aalst, Antwerpen en opnieuw Aalst,
- theologische studies (1936-1940) in Leuven,
- priesterwijding in Leuven op 24 augustus 1939, door de pauselijke nuntius Clemente Micara,
- 'derde jaar' (1940-1941), Drongen.

Van 1941 tot 1971 was hij poësisleraar in het Sint-Jozefscollege (Aalst). Tijdens die lange periode werd hij de meest bekende jezuïet van het college en werd er als het ware het uithangbord van.
Schurmans kon model staan als een homo universalis van de twintigste eeuw. In zijn klas (met meestal 30 à 50 leerlingen) gaf hij de meeste hoofdvakken, met het grootste aantal lesuren: godsdienst, Latijn, Grieks, Nederlands, Frans en geschiedenis. De overige vakken werden aan vakleraars overgelaten (Engels, Duits, aardrijkskunde, wiskunde en fysica, lichamelijke opvoeding).
Volgens de algemene erkenning gaf hij blijk van een merkwaardige eruditie. Daarbij was hij een meeslepende lesgever die de jonge leerlingen enthousiast kon maken. Hij hield het niet bij literatuur die als 'braaf' of 'welvoeglijk' kon omschreven worden, maar opende zowel de oude als de hedendaagse literatuur met de verschillende, ook controversiële aspecten die aanwezig waren en die meestal niet in de officiële schoolboeken aan bod kwamen. Hij ging ook verder dan wat in zijn tijd als lesinhoud werd voorgehouden. Zo moedigde hij zijn leerlingen aan in het poëzie- en prozaschrijven en in het voeren van het woord in het openbaar. Buiten de vereiste lessenrooster, werden uren gewijd aan het beluisteren en becommentariëren van muziek (vooral barokmuziek) en aan het bekijken en bespreken van kunstwerken. Wat hij voorhield was doorspekt met humor, en voorzien van kritische bemerkingen. Voor zijn tijd sprak hij een bijzonder keurig Nederlands, ongetwijfeld het gevolg van zijn opvoeding in het grensgebied met Nederland. Zelf violist, lag hij aan de basis van een heus symfonisch orkest op het college.
Het werd waarschijnlijk aan weinig leerkrachten gegund om zo onvoorwaardelijk op handen te worden gedragen door zijn leerlingen. De grote verering die bij de meesten levenslang aanhield, was zonder twijfel terecht.
Hij bleef zich niet beperken tot onderwijs. In de stad Aalst verwierf hij reputatie als begeleider van verenigingen, in de eerste plaats van de geneesherenvereniging Sint-Lucas.
Hij was ook decennialang degene die de contacten onderhield tussen het college en zijn afgestudeerden. Zo trok hij er enkele keren per jaar op uit om in de verschillende delen van het land oud-leerlingen en hun gezin te gaan opzoeken. Ook was hij in 1957 medestichter en tot kort voor zijn dood hoofdredacteur van het collegeblad 'Jong en Oud', waarin hij verslag uitbracht over de activiteiten van de oud-leerlingen, die hij van nabij volgde. Hij onderhield met deze oud-leerlingen, die vrienden waren geworden, een drukke briefwisseling.

## Publicaties
- Litteratuur en Leven, in: Streven, Jaargang 1, 1933.
- Bloedgetuigen van Christus. Martelaarsdocumenten uit de eerste eeuwen der kerk, Roermond 1940, heruitgave 1947.
- Het Sint-Jozefscollege te Aalst, 1975.
- Talrijke artikels, boekbesprekingen, 'in memoriams', enz., in Jong en Oud
- In de jaren 1930 werkte hij mee aan de rubriek 'Boekennieuws' in het tijdschrift Streven.